# Probus (Kaiser)

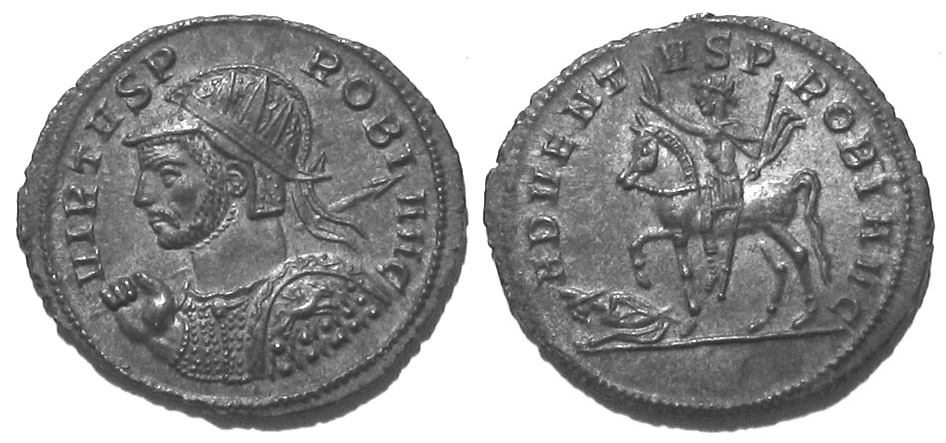
Antoninian des Probus

Marcus Aurelius Probus; als Kaiser Imperator Caesar M. Aurelius Probus Augustus (* 19. August 232 in Sirmium, Unterpannonien, nahe dem heutigen Sremska Mitrovica; † 282 ebenda) war römischer Kaiser von 276 bis 282.

## Leben
Probus wurde am 19. August 232 in Sirmium als Sohn eines Militärtribuns geboren. Er selbst schlug ebenfalls eine militärische Laufbahn ein, wobei er sich bei seinen Vorgesetzten und Truppen gleichermaßen Achtung verschaffte. Schon unter Aurelian verteidigte Probus Germanien gegen die Alamannen. Als Kaiser Tacitus 276 starb, hatte er das Truppenkommando im Orient inne. Im selben Jahr wurde er von seinen Truppen zum Gegenkaiser ausgerufen, woraufhin ihn Tacitus’ Bruder und Nachfolger Florianus angriff. Trotz zahlenmäßiger Unterlegenheit besiegte er Florianus offenbar durch geschicktes Taktieren, worauf dieser von seinen Truppen ermordet wurde. Nach dessen Tod fand er auch die Anerkennung des Senats, der ihn wohl als Kaiser bestätigte. Wahrscheinlich war dies das letzte Mal, dass ein Kaiser in dieser Weise auf den Senat Rücksicht nahm. Fast alle späteren Herrscher verzichteten auf die nominelle Anerkennung durch dieses Organ; der augusteische Prinzipat ging seinem Ende entgegen.
Probus, einer der illyrischen Kaiser, wurde von der spätantiken Geschichtsschreibung (Aurelius Victor, Historia Augusta) ungewöhnlich positiv beurteilt. Von 277 bis 282 bekleidete er fünfmal das Konsulat und führte mehrere Kriege. Es ist allerdings unklar, wie viele der ihm zugeschriebenen Siege tatsächlich errungen wurden. 277 scheint Probus zunächst die Goten im Gebiet von Pannonien, Moesia oder Thrakien besiegt zu haben, da er laut Münzfunden den Ehrentitel Gothicus Maximus annahm. Dann wandte er sich der Verteidigung Galliens zu, in das Germanen über den Rhein eingedrungen waren, und das nach dem Ende des Gallischen Sonderreichs schutzlos war. Im selben Jahr ließ er wohl die Franken hinter den Fluss zurückdrängen und am rechten Ufer Befestigungen und Brückenköpfe errichten. Zur gleichen Zeit überquerte er selbst den Neckar, um die eingefallenen Alamannen und Longioner zu vertreiben. Er besiegte sie und nahm ihren Anführer Semnon gefangen, dem er aber die Freiheit schenkte. Im Gegenzug mussten sie wie auch die Franken in ihre Heimat zurückkehren, ihre Beute abgeben und die gefangenen Römer ausliefern.

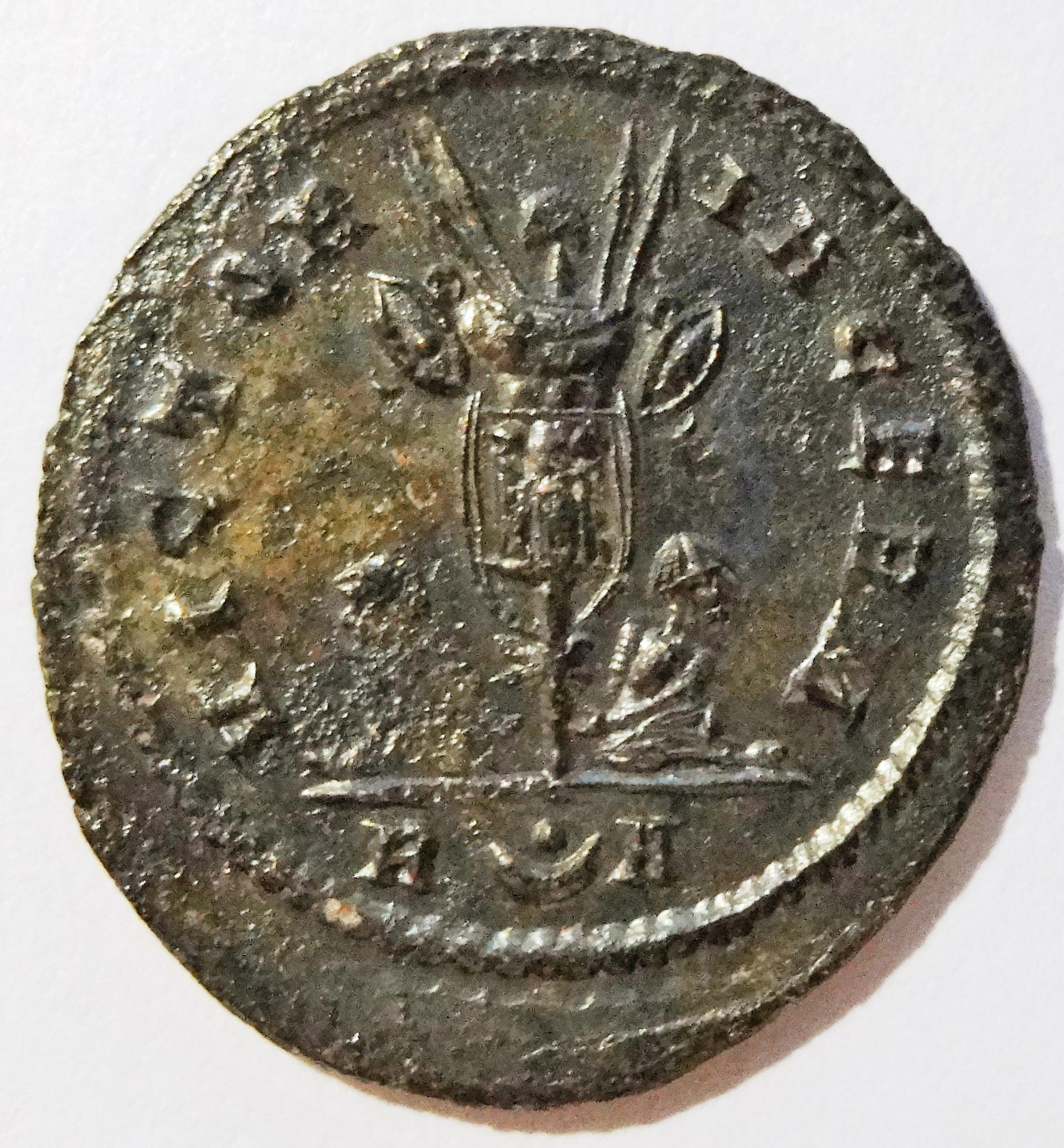
Rückseite Antoninian des Probus' mit der Umschrift VICTORIA GERM um ein Tropaion und gefangene Germanen

Am Ligys (wohl der Lech) schlug er danach die Burgunden, die zahlenmäßig überlegen waren, indem er sie taktisch klug zu einem unüberlegten Vorstoß verleitete. Auch mit ihnen schloss er ein Abkommen. Da sie ihre Gefangenen nicht ausliefern wollten, wie es vereinbart worden war, besiegte er sie ein zweites Mal. 10.000 der dabei gemachten Gefangenen siedelte er zur Verstärkung des Heeres nach Britannien um. Für seine Siege erhielt er den Titel Germanicus Maximus. 278 besiegte er noch die Vandalen in Illyrien und Raetia, vermutlich am Lech, was ebenfalls auf einer Münze gefeiert wurde (Restitutor Illyrici).
279 wandte sich Probus dem Osten des Reiches zu und bekämpfte rebellierende isaurische Stämme in Kleinasien unter ihrem Anführer Lydius. Als dieser im Kampf fiel, ergaben sie sich. Ferner wurden 279 die nubischen Blemmyer in Ägypten, die schon die Städte Koptos und Ptolemais eingenommen hatten, besiegt (Triumphzug 281). Damit waren die wichtigen Getreidelieferungen von Ägypten nach Rom vorerst gesichert. Als im Westen des Reichs Aufstände ausbrachen, verschaffte sich Probus Zeit, indem er mit den Sassaniden einen Waffenstillstand schloss. Dann schlug er den gallischen Aufstand nieder. Schließlich endeten 280/281 die Usurpationen des Iulius Saturninus in Syrien, des Proculus in Gallien und des Bonosus in Köln.
In Rom ließ er den Bau der Aurelianischen Mauer zum Abschluss bringen.
Probus wurde im September/Oktober 282 von unzufriedenen Soldaten in Sirmium ermordet. Hintergrund war angeblich, dass der Kaiser daran dachte, die Armee zu entlassen, nachdem relativer Frieden im Reich eingekehrt war. Ob diese – eher unglaubwürdige – Nachricht einen realen Kern hat, ist unklar – selbst eine Verkleinerung des Heeres wäre zum fraglichen Zeitpunkt unklug gewesen. Denkbar ist allenfalls, dass der Sold verringert werden sollte, doch ist auch dies spekulativ. Fest steht: Der Kaiser verlor trotz seiner militärischen Erfolge den Rückhalt im Heer. Offensichtlich wurden die Legionäre von ihm mehr und mehr zu zivilen Aufgaben herangezogen, die bei den Truppen jedoch sehr unbeliebt waren. Schließlich schlugen sich die Soldaten offenbar auf die Seite des Usurpators Carus; Probus wurde von meuternden Legionären bei einer Inspektion erschlagen.
Probus’ Bruder Dometius und seine beiden Neffen Probus und Metrophanes von Konstantinopel waren christliche Bischöfe von Byzantion bzw. Konstantinopel.

## Weinbau

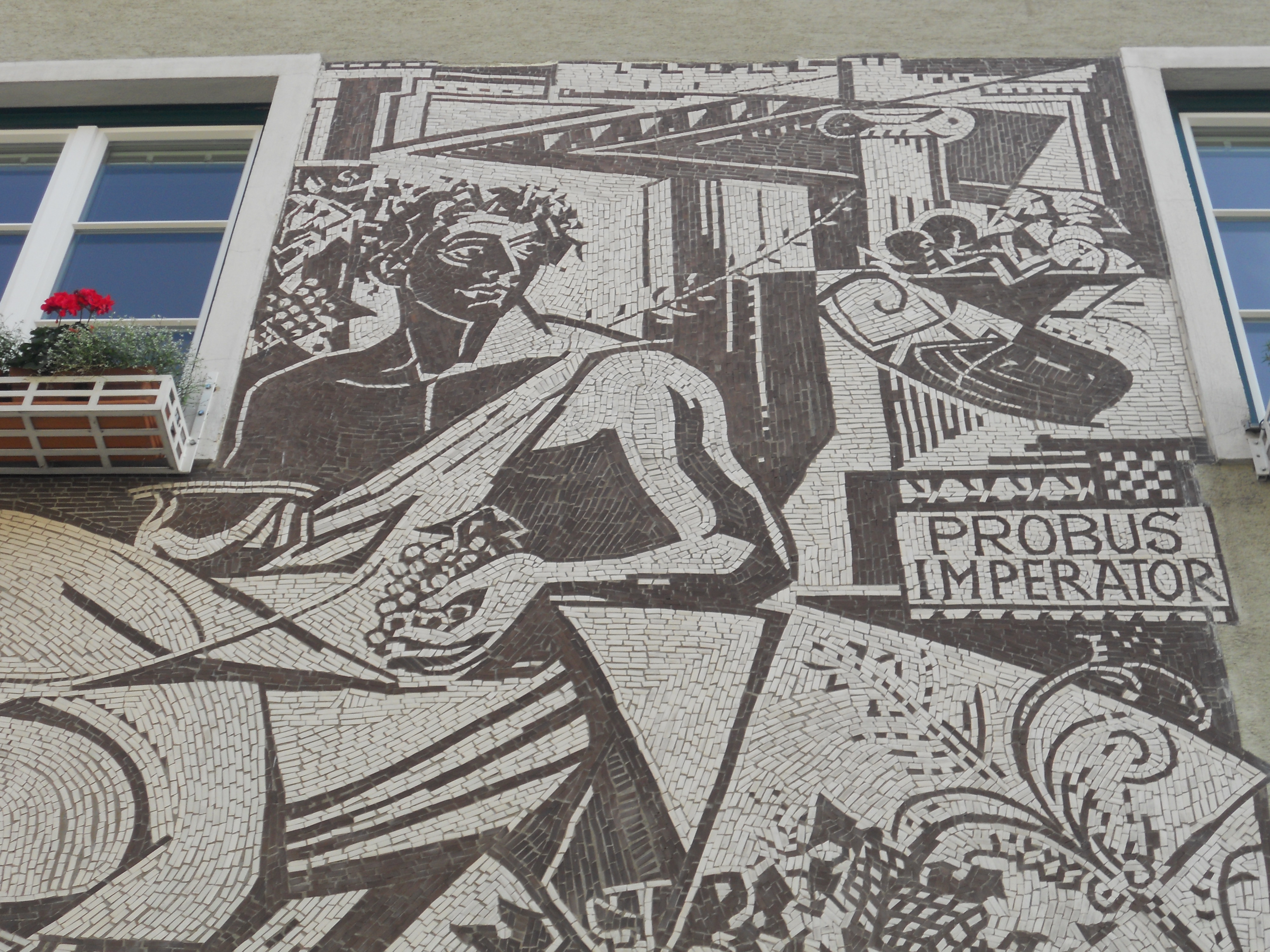
Mosaik auf einem Haus in Wien-Heiligenstadt, einem Weinbaugebiet

Trotz seiner kurzen Regierungszeit gehört Probus in einigen Regionen heute zu den auch Laien bekannten römischen Kaisern. Dies rührt von einer Nachricht in verschiedenen antiken Quellen her, denen zufolge er den Einwohnern verschiedener römischer Provinzen erlaubte, Reben zu besitzen und Wein herzustellen. Die Probus-Biographie der – in ihrer Zuverlässigkeit sehr umstrittenen – Historia Augusta nennt als betroffene Gebiete Gallien, Hispanien und Britannien sowie den Mons Alma (Fruška Gora) nahe Sirmium. Aurelius Victor nennt Gallien, Pannonien und die Hügellandschaften von Moesia als Provinzen, auf die sich der Erlass des Kaisers erstreckte. Eutropius erwähnt ebenfalls Gallien und Pannonien, außerdem den Mons Aureus in Moesia und (wie die Historia Augusta) den Mons Alma.
Aufgrund dieser Berichte gilt Probus in zahlreichen Weinbaugebieten nördlich der Alpen, zum Beispiel in Österreich und an der Mosel, als derjenige, der dort den Weinbau eingeführt hat. Sicher ist zwar, dass die Römer bereits lange vor Probus den Weinanbau in ihren Nordprovinzen eingeführt hatten, allerdings deutet zugleich vieles darauf hin, dass die Weinproduktion in diesen Regionen nach der Mitte des 3. Jahrhunderts deutlich an Bedeutung gewonnen hat. Eine Verbindung mit den Maßnahmen des Kaisers kann also nicht ausgeschlossen werden.
In Bad Godesberg erinnert die Probussäule an den Kaiser. Im Wiener Stadtteil Heiligenstadt wurde die Probusgasse nach ihm benannt. Sie existiert seit dem 18. Juli 1894. Probus ist dort über dem Eingang eines Gemeindebaus auf einem Mosaik abgebildet.